# Zhuge Dan
Zhuge Dan (? -258.), stilsko ime Gongxiu (公休), bio je velikodostojnik i vojskovođa kineske države Cao Wei, jednog od Tri kraljevstva, koji je igrao značajnu ulogu u sva Tri ustanka u Shouchunu. U prva dva je bio odan vladajućem klanu Sima; tako je godine 255. pomogao regentu Sima Shiju poraziti Guanqiu Jiana. Poslije se i sam pobunio protiv regenta, i u tome nastojao iskoristiti pomoć države Istočni Wu. U tome nije uspio, te je zarobljen i pogubljen.